# Усадьба Колчинского
Усадьба Колчинского — ансамбль исторических зданий XIX века в Коломне, на территории Коломенского кремля (современный адрес: улица Лажечникова, 13а, 15, 15а). Объект культурного наследия регионального значения.

## История
Усадьба выстроена в первой половине XIX века, принадлежала хлеботорговцам Духиновым. На рубеже XIX—XX вв. владельцем был полковник Б. Колчинский, командовавший мортирным полком, размещённым в Коломне. При нём усадьба приобрела современный облик. Затем дом принадлежал М. В. Подаревской, которая основала в нём собственную женскую гимназию. С середины XX века в усадьбе находилось руководство конькобежной школы «Комета». В 2005 году дом передан под размещение Коломенского краеведческого музея).

## Архитектура
После перестройки комплекс приобрёл формы неоампира. Сооружения усадьбы составляют единый ансамбль, их стены кирпичные, неоштукатуренные, с побеленными и белокаменными элементами.
Главный дом усадьбы — двухэтажное здание, размещено на углу участка с внешней стороны. Уличный фасад прост, декорирован лишь узкими наличниками с крупными замковыми камнями в крайних проёмах, а также карнизами между этажей и под крышей. Более сложно оформлен дворовый фасад, где имеется центральный ризалит с фронтоном и аттиком, а парадный вход выполнен в виде арочной лоджии (её верх застроен). Анфиладная планировка сохранилась частично. Среди интерьеров, относящихся к рубежу XIX—XX вв., имеется печь с полихромными изразцами, остальные печи отделаны белым кафелем.